# Andreas Ulmer
Andreas Ulmer (født 30. oktober 1985 i Linz) er en østrigsk fodboldspiller, der spiller som venstre back i Bundesliga-klubben FC Red Bull Salzburg. Han har spillet for klubben siden januar 2009. Han har tidligere repræsenteret Austria Wien og SV Ried.
Med både Austria Wien og Red Bull Salzburg har Ulmer været med til at vinde det østrigske mesterskab.

## Landshold
Ulmer nåede i sin tid som landsholdsspiller (2009) at spille to kampe for det østrigske landshold, som han debuterede for den 11. februar 2009 i en venskabskamp mod Sverige. 

## Titler
Østrigs Bundesliga
- 2006 med Austria Wien
- 2009 og 2010 med Red Bull Salzburg

Østrigs pokalturnering
- 2007 og 2009 med Austria Wien